# Physoptera spatiosa
Physoptera spatiosa är en tvåvingeart som beskrevs av Borgmeier 1958. Physoptera spatiosa ingår i släktet Physoptera och familjen puckelflugor. Inga underarter finns listade i Catalogue of Life.